# Demirtaş (Yumurtalık)
Demirtaş (türkisch für Eisenstein) ist ein Ortsteil (Mahalle) im Landkreis Yumurtalık der türkischen Provinz Adana mit 616 Einwohnern (Stand: Ende 2024). Im Jahr 2011 zählte der Ort 716 Einwohner.